# Grand canal d'Alsace
Pour les articles homonymes, voir Alsace (homonymie).
Le grand canal d'Alsace est creusé parallèlement au Rhin canalisé, à quelques centaines de mètres de celui-ci, côté français, nommé en allemand Rheinseitenkanal (Canal latéral du Rhin). La longueur du canal entre Kembs et Vogelgrun est d'environ 50 km. En aval de Vogelgrun, le canal fait place à quatre aménagements dits « en feston » sur lesquels sont situées les écluses et centrales hydroélectriques de Marckolsheim, Rhinau, Gerstheim et Strasbourg.
Le port de Bâle est devenu l'un des plus importants du Rhin depuis la création du canal. En effet, le Rhin (via le canal) est la seule voie d'accès direct à la mer du Nord pour la Suisse.

## Historique
Avant que le Rhin ne soit canalisé, les crues inondaient régulièrement son lit majeur. De nombreux travaux de canalisation ont été entrepris depuis l'Antiquité, car les Romains l'utilisaient déjà comme voie fluviale.
Ce n'est pourtant qu'au XIXe siècle que de grands travaux d'aménagement allaient commencer. Ils avaient pour but de canaliser le Rhin. Johann Gottfried Tulla effectua les premiers travaux entre 1842 et 1876. L'objectif principal était de contenir les crues dans un lit unique. Cela permet également de tracer un chemin de halage et de récupérer des terrains, d'habitude inondés, pour l'agriculture. Pour cela, les différentes îles et méandres sont supprimés, et le fleuve prend un trajet plus rectiligne. Le lit mineur ainsi rectifié mesure 200 m de large. Il contient le fleuve la plupart du temps car ses digues ne sont submergées que lors des très grandes crues.
Ces travaux ont une conséquence que leurs concepteurs n'avaient pas envisagée : le cours d'eau étant moins sinueux, et donc plus court, sa pente et sa vitesse augmentent. L'érosion est alors accélérée. Quelques kilomètres en aval de Bâle, les rochers de la barre d'Istein sont mis à nu, tandis qu'en aval des hauts-fonds apparaissent avec l'accumulation des graviers et dépôts. Ce fort courant rend la navigation très difficile en amont de Mannheim et le port de Strasbourg ne sera presque plus desservi entre 1864 et 1868 et celui de Bâle sera en fort déclin.
À partir de 1878, plusieurs projets d'un canal latéral au Rhin sont proposés, mais n'aboutiront pas faute de financement. Provisoirement la solution retenue pour ralentir le courant est celle d'Henri Girardon : le principe est de retracer des méandres en plaçant des épis faits de végétaux tressés, dans les berges. Cette solution avait déjà été mise en place avec succès sur le Rhône et sur des rivières de Prusse.
Après le traité de Versailles de 1919, en vertu de l’article 358, la France obtint le droit exclusif d'aménager le Rhin,. En 1928 commencèrent les travaux du canal, qui fut creusé parallèlement au Rhin.

## Aménagements

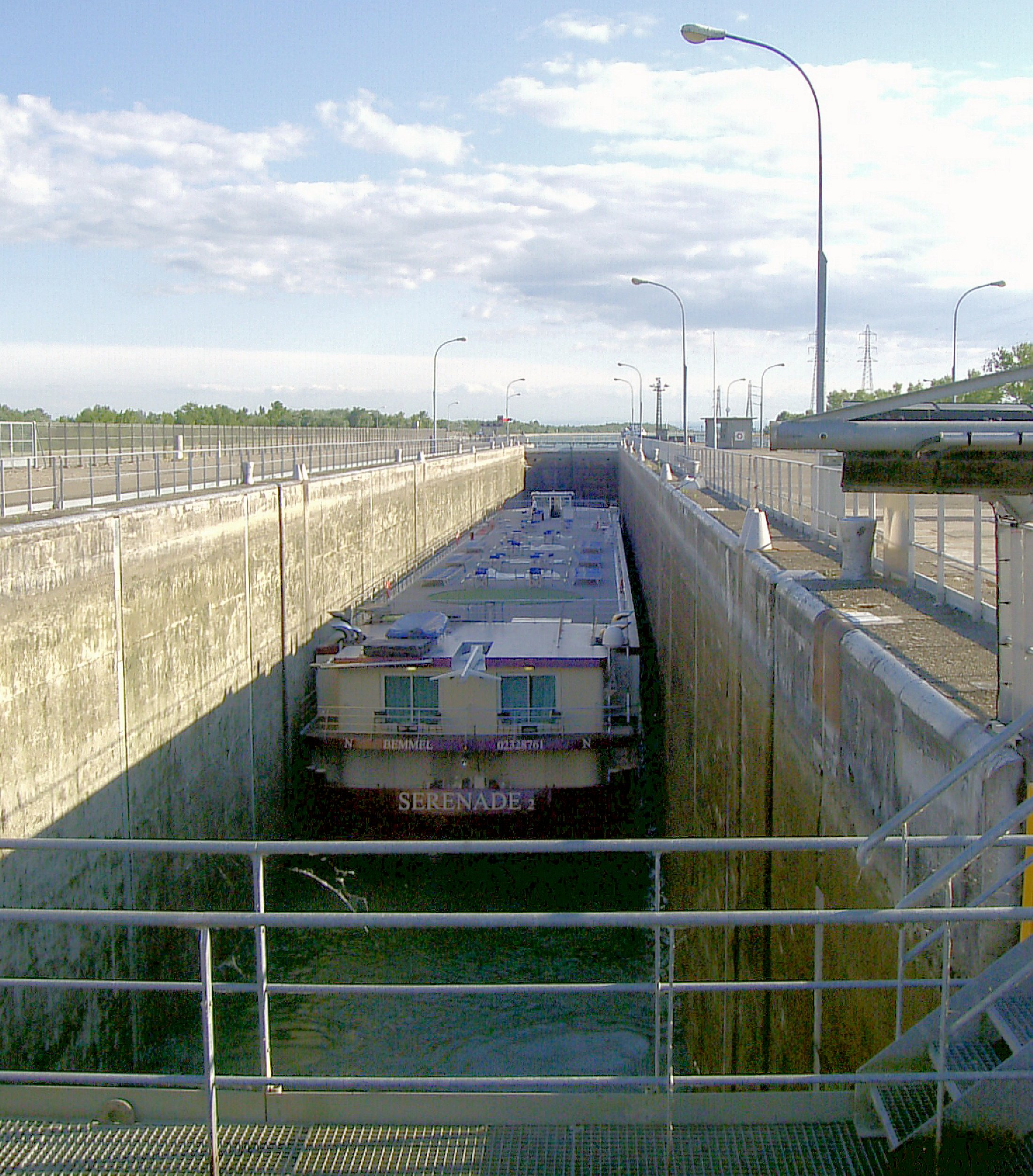
Écluse est de Fessenheim.

Le Rhin se sépare en deux parties au niveau de Village-Neuf. Un barrage comportant cinq portes de trente mètres chacune permet de réguler le débit dans le grand canal. En s'ouvrant plus ou moins, le barrage permet à une partie de l'eau de Rhin d'emprunter le vieux Rhin plutôt que le canal. Ce barrage est équipé d'une petite centrale hydroélectrique d'une puissance de 8 MW.
Quatre chutes d'eau sont aménagées sur le canal. Il s'agit de celle de Kembs, achevée en 1932, d'Ottmarsheim, mise en service en 1952, Fessenheim en 1956 et Vogelgrun en 1959. Le chantier est achevé en 1961.
Chacune de ces chutes est le siège d'une centrale hydroélectrique, ainsi que d'une écluse double, pour garantir le passage des bateaux.

## Énergie hydroélectrique
L'aménagement hydroélectrique du Rhin alsacien est constitué de dix centrales construites entre 1932 et 1977, qui représentent actuellement[Quand ?] 12 % de la production française d'énergie renouvelable avec une puissance de 1 200 MW. Les centrales de Kembs, Ottmarsheim, Fessenheim et Vogelgrun sont installées sur le Grand Canal d'Alsace. Les autres sites de production hydroélectrique (en amont de Kembs et en aval de Marckolsheim) sont aménagés sur le cours du Rhin.

### Centrale hydroélectrique deKembs
Première centrale sur le canal, elle a été mise en service en 1932. Elle fournit une puissance de 160 MW grâce à deux turbines Kaplan et quatre turbines hélice installées sur une chute de 14,4 m.

### Centrale hydroélectrique d'Ottmarsheim
Cette deuxième centrale a été mise en service en 1952. Elle fournit une puissance de 160 MW grâce à quatre turbines Kaplan installées sur une chute de 15,7 m.

### Centrale hydroélectrique deFessenheim
Cette troisième centrale a été mise en service en 1956. Elle fournit une puissance de 180 MW grâce à quatre turbines Kaplan installées sur une chute de 15,5 m. Cette centrale est directement reliée à la centrale nucléaire de Fessenheim afin de lui fournir l'électricité nécessaire en cas de problème.

### Centrale hydroélectrique deVogelgrun
La quatrième centrale a été mise en service en 1959. Elle fournit une puissance de 140 MW grâce à quatre turbines Kaplan installées sur une chute de 12,3 m.
Elle est la dernière des centrales installées sur le Grand Canal d'Alsace.

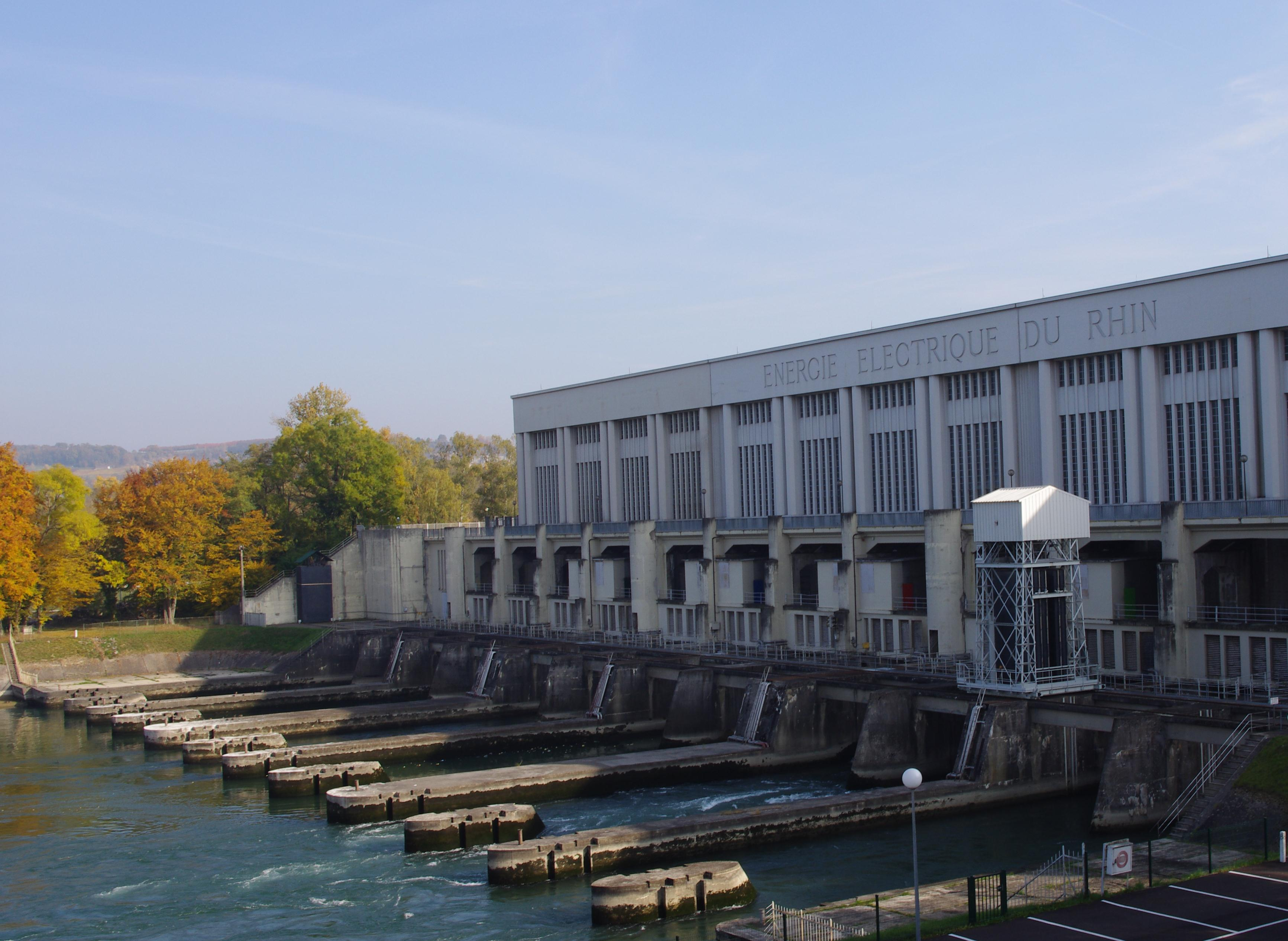
Centrale hydroélectrique de Kembs.
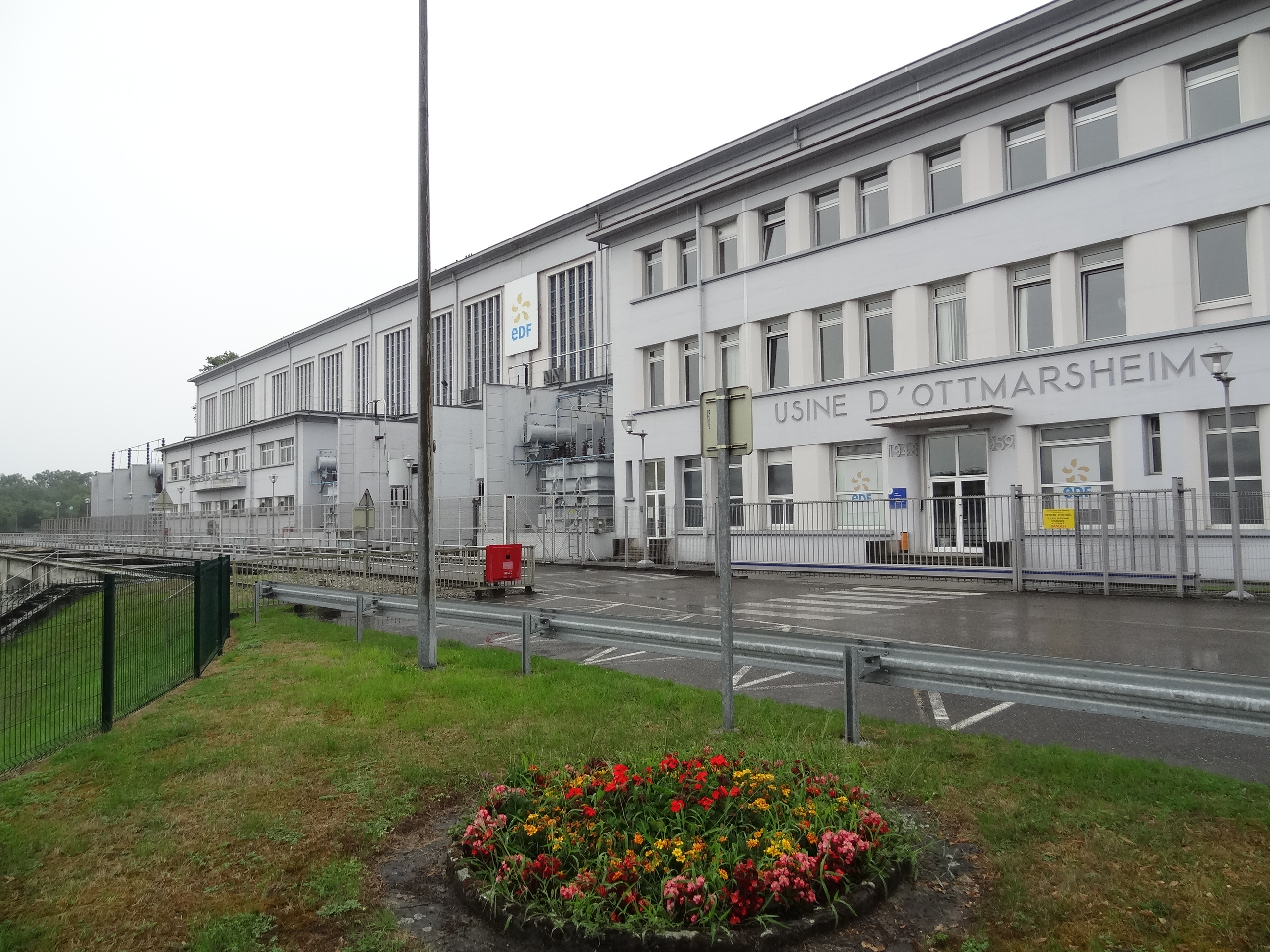
Centrale hydroélectrique d'Ottmarsheim.
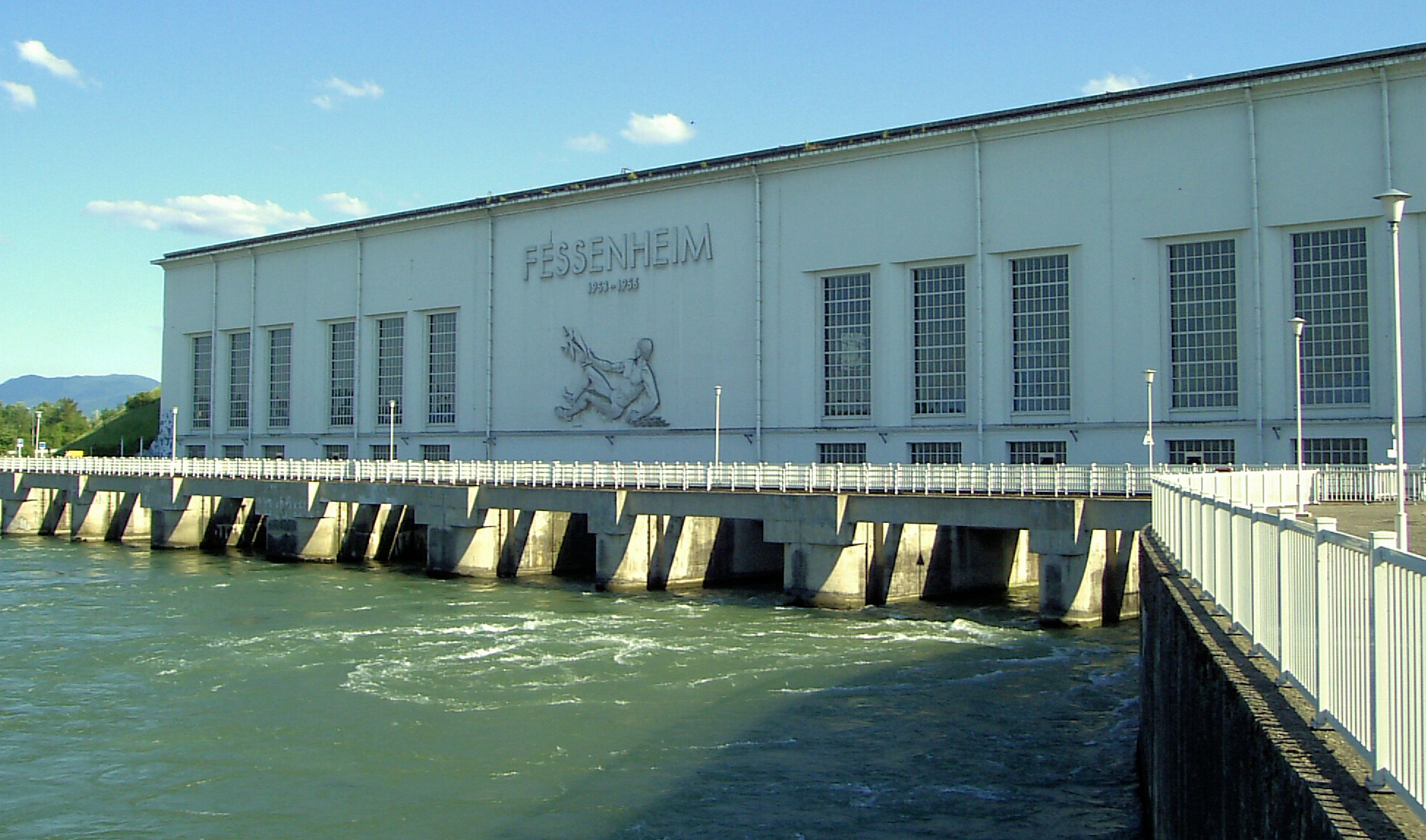
Centrale hydroélectrique de Fessenheim.
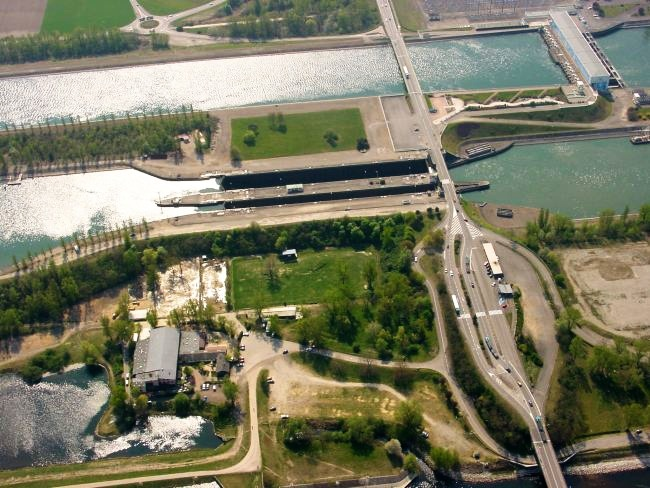
Centrale hydroélectrique de Vogelgrun en arrière-plan et l'écluse double au 1er plan.

## Énergie nucléaire
Le débit élevé du canal en a fait un atout pour la construction de la centrale nucléaire de Fessenheim, évitant ainsi d'avoir à construire des tours de refroidissement.